# Slick.Boutique
Slick.Boutique er et dansk pladeselskab, som blev startet i 2015 af musikproducerne Engelina Andrina og Jules Wolfson (en del af producerduon Jon & Jules). De er også bag pladeselskabet Nexus Music.

## Udgivelser (singler)
- 2015: Cisilia - Luftballon
- 2015: Patrick Spiegelberg - Dig Og Mig Mod Verden[2]